# Відносини Палестина — Європейський Союз
Відносини між Європейським Союзом та Організацією визволення Палестини (ООП) були встановлені в 1975 році в рамках Євро-арабського діалогу. ЄС є членом «четвірки» і є найбільшим донором іноземної допомоги Палестинській автономії.

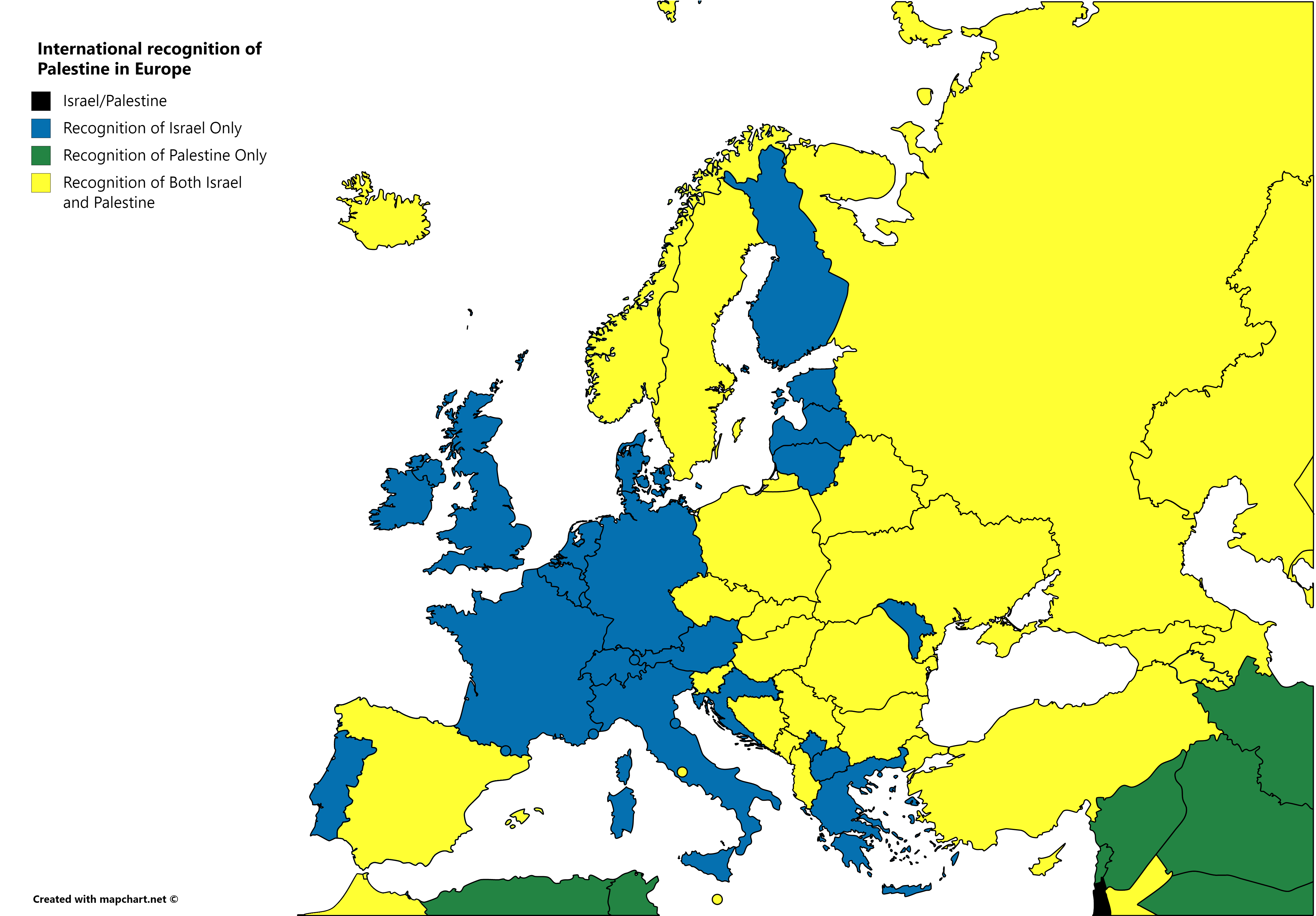
Міжнародне визнання Ізраїлю та Палестини в Європі.

Станом на 2020 рік 9 з 27 країн-членів ЄС визнають Палестину. У 2014 році Швеція стала першою країною, яка визнала Палестину, будучи членом ЄС. Мальта і Кіпр визнали Палестину до вступу до ЄС, як і низка держав-членів Центральної Європи, коли вони були союзниками Радянського Союзу. Проте деякі з цих держав, зокрема Чехія, стали найближчими союзниками Ізраїлю в Європі.

## Представництво
ЄС має представництво в Рамаллах, акредитоване при PNA. Загальна делегація ООП у Брюсселі, акредитована в ЄС, вперше була створена як інформаційне бюро та бюро зв'язку у вересні 1976 року. Інші представництва є майже в кожній європейській столиці, багатьом з яких надано повний дипломатичний статус. Спеціальним представником ЄС з питань мирного процесу на Близькому Сході є Свен Купманс.
У Західній Європі Іспанія була першою країною, яка надала дипломатичний статус представнику ООП, а потім Португалія, Австрія, Франція, Італія та Греція.

## Позиція з ізраїльських питань
ЄС наполягав на тому, що не визнаватиме жодних змін кордонів 1967 року, крім тих, які були узгоджені між сторонами. Тому програма поселення Ізраїлю призвела до певної напруженості, і країни ЄС вважають ці поселення незаконними згідно з міжнародним правом.
У 2008 році під час головування Франції в Раді Європейський Союз прагнув розширити співпрацю зі США з близькосхідних питань, зокрема з метою координації спільного тиску на Ізраїль.
ЄС також дуже критично ставився до військових дій Ізраїлю на палестинських територіях і в Лівані, часто називаючи їх «непропорційними» та «надмірною силою» та закликаючи до негайного припинення вогню. Під час операції «Захисний щит» Європейський парламент ухвалив необов'язкову резолюцію, яка закликає до економічних санкцій проти Ізраїлю та ембарго на поставки зброї для обох сторін. Після війни в Газі Європейський парламент схвалив звіт Голдстоуна. ЄС також критикував блокаду Ізраїлю Гази, називаючи це «колективним покаранням».

## Позиція щодо визнання
ЄС вперше підтримав ідею палестинської державності у своїй Берлінській декларації 1999 року. До цього ЄС та його попередник ЄС, починаючи з 1973 року, через різні декларації узаконили права палестинців у формі визнання палестинців «народом», потреби для них мати «батьківщину» та реалізації свого «права на самопочуття та рішучість».
У липні 2009 року верховний представник ЄС з питань зовнішньої політики Хав'єр Солана закликав ООН визнати палестинську державу до встановленого терміну, навіть якщо врегулювання не було досягнуто: «Посередник має встановити графік. Якщо сторони не в змозі дотримуватися цього, то рішення, підтримане міжнародним співтовариством, має бути викладено на стіл. Після встановленого терміну резолюція Ради Безпеки ООН… визнала б палестинську державу повноправним членом ООН і встановила календар для виконання».
У грудні Рада Європейського Союзу схвалила низку висновків щодо ізраїльсько-палестинського конфлікту, що є основою нинішньої політики ЄС. У ньому підтверджується мета рішення щодо створення двох держав і підкреслюється, що союз «не визнаватиме жодних змін кордонів до 1967 року, в тому числі щодо Єрусалиму, крім тих, які були узгоджені сторонами». У ньому нагадали, що ЄС «ніколи не визнавав анексію Східного Єрусалиму» і що держава Палестина повинна мати свою столицю в Єрусалимі.
Рік по тому, у грудні 2010 року, Рада підтвердила ці висновки та оголосила про свою готовність, у разі необхідності, визнати палестинську державу, але заохочувала повернутися до переговорів. Вісім із 27 держав-членів визнали державу Палестина.
У 2011 році уряд Палестини закликав ЄС визнати державу Палестина в резолюції Організації Об'єднаних Націй, запланованої на 20 вересня. Махмуд Аббас знову повторив такі заклики в Брюсселі на початку 2018 року. Країни-члени ЄС розділилися з цього питання. Деякі, зокрема Іспанія, Франція та Велика Британія, заявили, що можуть визнати, якщо переговори не пройдуть, тоді як інші, зокрема Німеччина та Італія, відмовилися. Кетрін Ештон зазначила, що позиція ЄС буде залежати від формулювання пропозиції. Наприкінці серпня міністр оборони Ізраїлю Ехуд Барак сказав Ештон, що Ізраїль прагне вплинути на формулювання: «Дуже важливо, щоб усі гравці підготували текст, який підкреслюватиме швидке повернення до переговорів, не намагаючись нав'язати передумови на сторонах».
Країни-члени ЄС розділилися під час голосування за резолюцію 67/19 Генеральної Асамблеї ООН у 2012 році, яка визнала Палестину державою-спостерігачем в ООН, яка не є членом. 14 країн-членів проголосували за, 13 утрималися, а Чехія проголосувала проти.
У 2014 році Європейський Союз і Сполучені Штати офіційно розкритикували політику поселення Ізраїлю в Східному Єрусалимі, який палестинці вважають своєю столицею де-юре, і застерігали від подальшого будівництва ізраїльських будинків на спірній землі.
У грудні 2014 року Європейський парламент проголосував за необов'язкову резолюцію, яка закликає визнати державність Палестини як частину рішення про створення двох держав і поряд з розвитком мирного процесу 498 голосами «за», 88 «проти» та 111 утрималися. Протягом останніх років багато європейських парламентів, включаючи Францію, Португалію, Іспанію, Італію, Грецію, Люксембург, Ірландію та Велику Британію, прийняли пропозиції із закликом до своїх урядів визнати Палестину.
9 грудня 2019 року новий верховний представник ЄС із зовнішньої політики Жозеп Боррель заявив, що міністри «глибко обговорять ситуацію на Близькому Сході», коли знову зустрінуться в Брюсселі 20 січня 2020 року. Ірландія та Люксембург входять до невеликої групи країн, які хочуть внести це питання на порядок денний; У листі до Борреля міністр закордонних справ Люксембургу Жан Ассельборн сказав, що надії на рішення про дві держави «розбиваються шматочок за шматком, день за днем», і що настав час подумати про визнання Палестини державою.

## Підтримка Палестини ЄС
Палестинське інформаційне агентство Maan повідомило у 2011 році з посиланням на високопоставленого чиновника палестинського міністерства планування, що ПА отримала близько 20 мільярдів доларів США донорських коштів з початку мирного процесу. Підраховано, що ЄС, включаючи індивідуальні внески своїх членів, дав 10 мільярдів євро палестинцям з початку мирного процесу в 1994 році. Економічна допомога ПА та палестинському народу є найвищою програмою зовнішньої допомоги ЄС на душу населення. Поточна рамка взаємодії ЄС з Палестиною — це «2017-2020 — На шляху до демократичної та підзвітної Палестинської держави», яка включає щорічні зустрічі для оцінки прогресу.

## Подальше читання
- Musu, Costanza (2010). European Union Policy towards the Arab-Israeli Peace Process. The Quicksands of Politics. Basingstoke: Palgrave Macmillan. ISBN 978-0-230-55312-5.
- Persson, Anders (2015). The EU and the Israeli-Palestinian Conflict, 1971—2013: In Pursuit of a Just Peace. Lanham: Lexington Books. ISBN 978-0739192443
- Persson, Anders (2015). «Sweden's Recognition of Palestine: A Possible Snowball Effect?», Palestine — Israel Journal of Politics, Economics, and Culture, Vol, 20, No. 2/3, pp: 35-41.